# Ernst Reckeweg
Ernst Reckeweg, (Ovenstädt, abril de 1873 - desc.) foi um ginasta alemão que competiu em provas de ginástica artística pela equipe dos Estados Unidos.

## Vida
Nascido na Alemanha, mudou-se para os Estados Unidos. Nessa época, juntou-se a um ginásio alemão para praticar ginástica. Em 1904, nos Jogos Olímpicos de St. Louis, fez parte da equipe estadunidense Turngemeinde Philadelphia. Junto aos companheiros Julius Lenhart, Anton Heida, Philip Kassel‎, Max Hess e John Grieb, conquistou a medalha de ouro por equipes, após superar os dois outros times dos Estados Unidos. Individualmente, não disputou provas em sua única edição olímpica.